# Cruzcampo

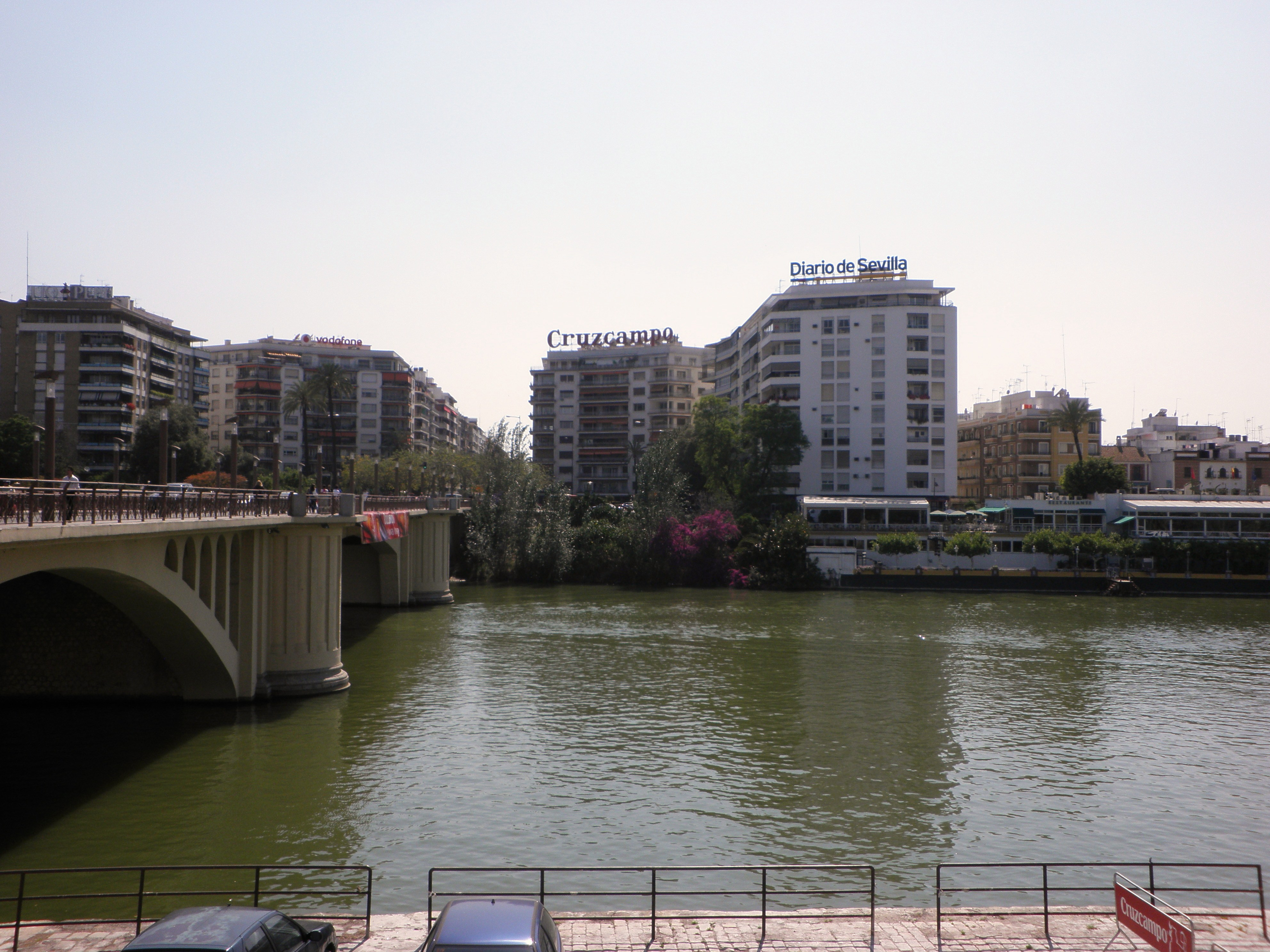
Seu de Cruzcampo, al costat del Guadalquivir.

Cruzcampo és una companyia cervesera amb seu a Sevilla. És la primera empresa cervesera d'Espanya quant a volum de vendes. Actualment és propietat de la multinacional holandesa Heineken.

## Història
Cruzcampo va ser fundada en 1904 pels portuenses Roberto i Tomás Osborne Guezala, de la família andalusa Osborne. L'empresa va ser fundada a Sevilla amb el nom La Cruz del Campo, el nom d'un temple xicotet situat en el que llavors eren els camps que circumdaven Sevilla.
El llegendari rei Gambrinus (Flandes, Bèlgica, segle XII), és el símbol oficial de l'empresa des de 1926.

## Actualitat
En l'actualitat, Cruzcampo forma part de la multinacional holandesa Heineken, que la va comprar a Guinness el 2000. Continua sent la més venuda a Sevilla.
La cervesa Cruzcampo pot adquirir-se en qualsevol punt d'Espanya, ja que la seua distribució no es limita al sud, encara que és a la regió d'Andalusia on és més consumida. Té fàbriques als municipis de Sevilla, Madrid, Jaén, Arano (Navarra) i València.

## Cervesesque fabrica

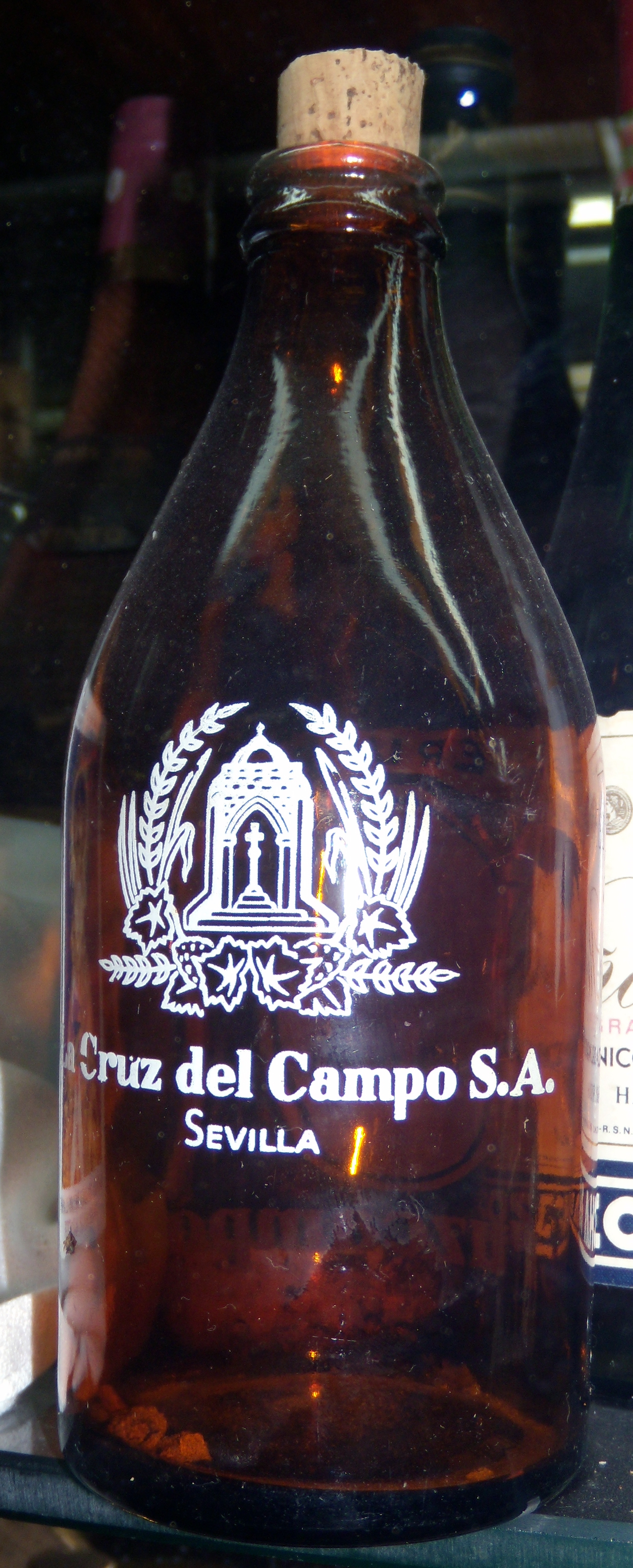
Antiga botella de Cruz del Campo.

### Cruzcampo
- Cruzcampo 33 cl Tipus pilsen: graduació 4.8 º .
- Cruzcampo 33 cl "Especial": graduació 5.7 º
- Cruzcampo 33 cl "Pilsen y Especial: Jaén": Cervesa elaborada en exclusiva a Jaén per una cervesa molt demandada a la zona, sobretot, oriental d'Andalusia: El Alcázar.[5]
- Cruzcampo 33 cl "Light": la meitat de graduació (2.4 º) i 30% menys de calories que la Pilsen.
- Cruzcampo "Future": Cervesa en envasos PET d'1 litre. Fins a la data, només s'envasa a la fàbrica de Jaén.
- Cruzcampo "Shandy": Cervesa amb llimonada.
- Cruzcampo Export.
- Big Cruzcampo.
- Cruzcampo Reserva

### Altres
- Amstel (Fundada com "Cervezas El Águila").
- El Alcázar (Llauna 33 cl i 1 Litre), encara que no pertany a Heineken es continua fabricant a la fàbrica de Jaén.
- Latino (Tinto de verano).
- Kaliber: Sense alcohol.
- El León.
- Krone Lager.
- Spieler Pils.